# Margherita Bontade
Margherita Bontade (5 de outubro de 1900 – 4 de junho de 1992) foi uma política italiana.
Bontade nasceu em Palermo. Ela representou a Democracia Cristã na Câmara dos Deputados de 1948 a 1968.